# Florbal Ústí
Florbal Ústí je florbalový oddíl z Ústí nad Labem. Tým v současné podobě vznikl oddělením florbalového oddílu od USK Slávie Ústí nad Labem. Převzal všechna práva původního oddílu a zároveň sloučil všechny hráče obou ústeckých oddílů USK Slávie a FbC Ústí nad Labem.

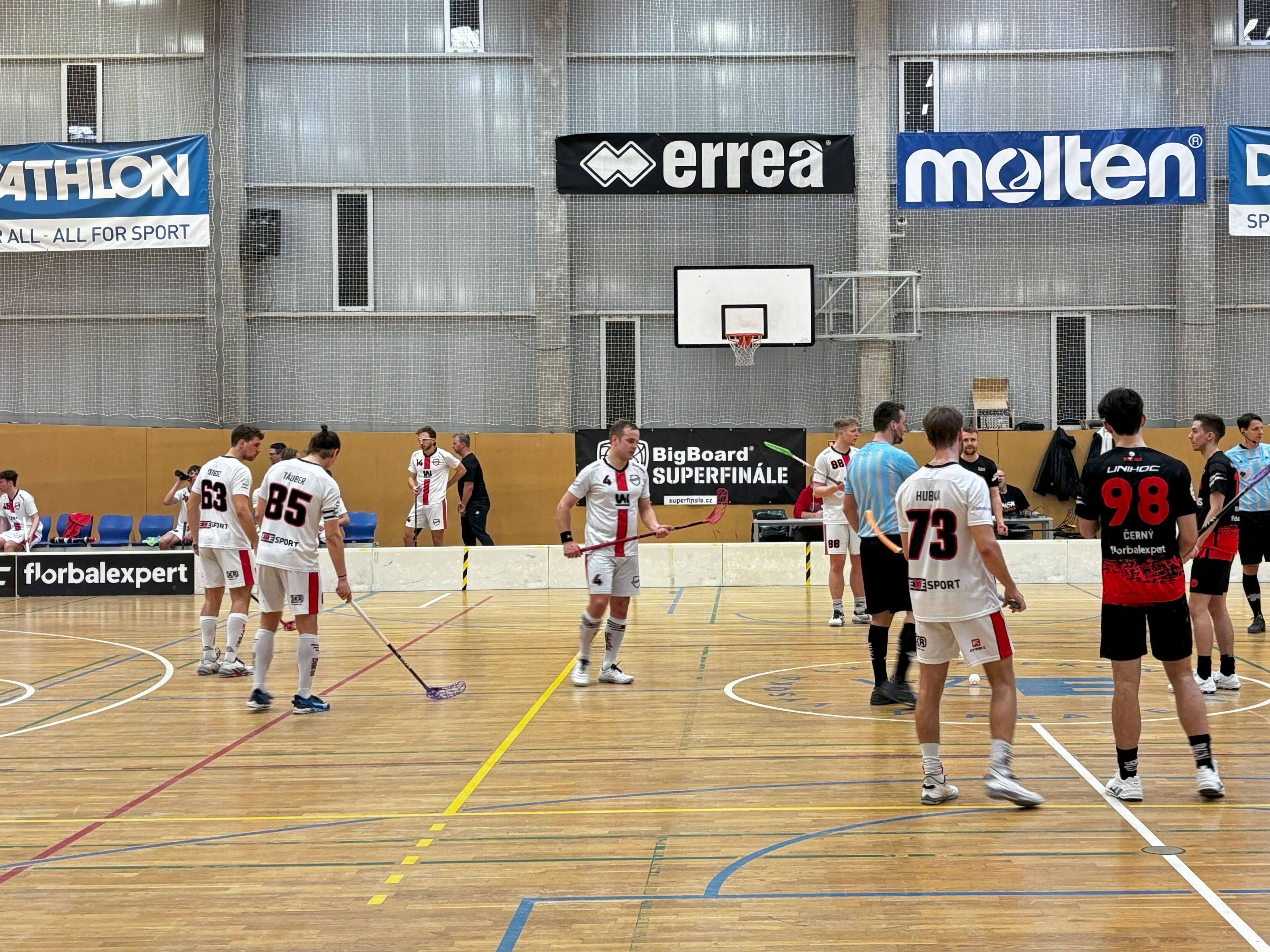
Mužský tým v sezóně 2024/2025

Tým mužů bude od sezóny 2025/2026 hrát nejvyšší soutěž, Superligu florbalu. Tu hrál dříve již jednou v ročníku 2017/2018. Tým mužů USK Slávie hrál nejvyšší soutěž (v té době pod názvem 1. liga) i v sezónách 1999/2000 až 2002/2003.
Tým žen hraje od sezóny 2019/2020 1. ligu žen, druhou nejvyšší ženskou soutěž. Tým žen USK Slávie hrál v sezónách 2003/2004 a 2004/2005 nejvyšší soutěž (v té době pod názvem 1. liga).

## Tým mužů

### Sezóny

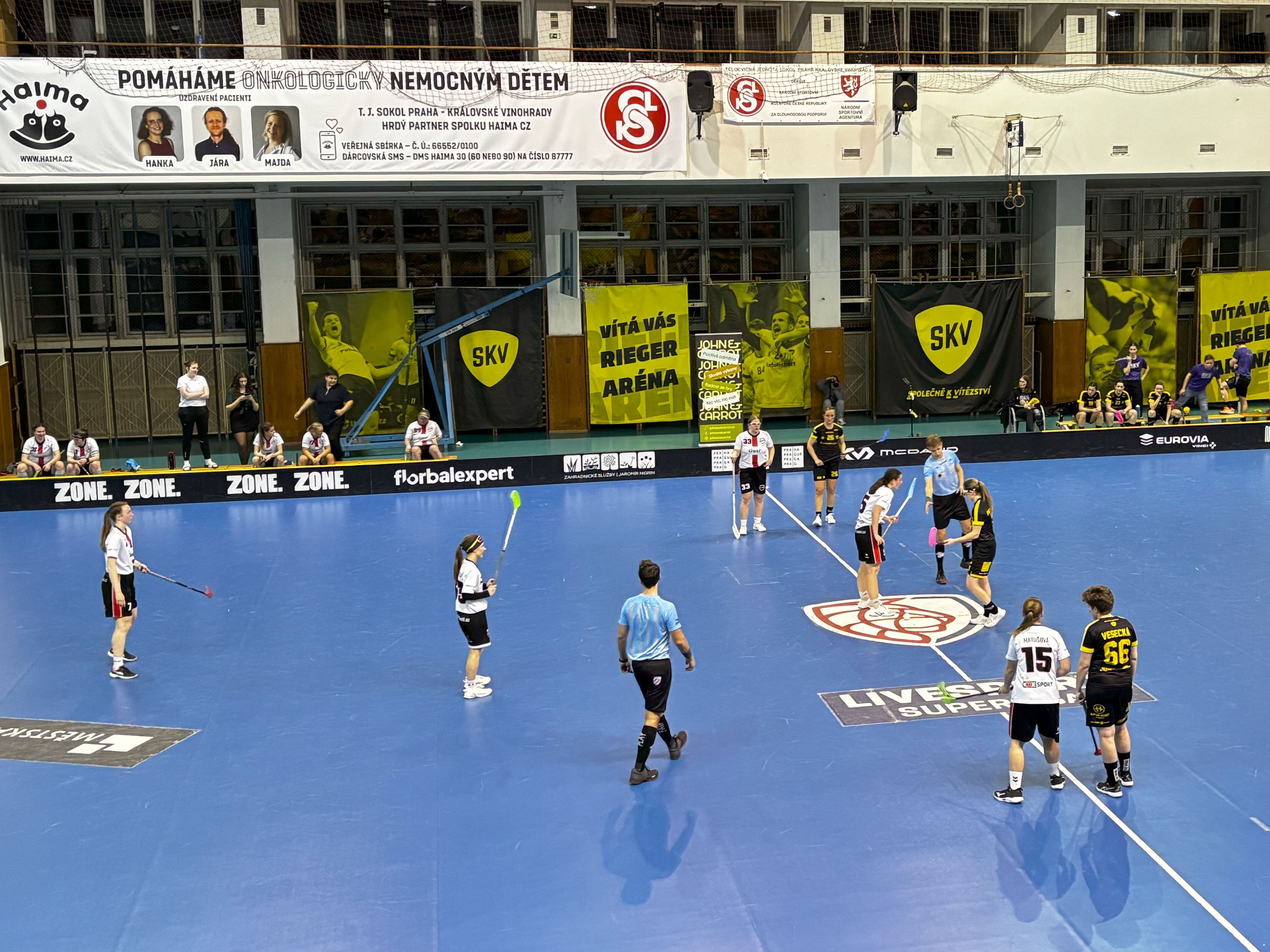
Ženský tým v osmifinále 2024/2025 proti TJ Sokol Královské Vinohrady

| Sezóna    | Úroveň | Soutěž             | Umístění | Poznámka |
| --------- | ------ | ------------------ | -------- | --- |
| 2012/2013 | 3      | 2. liga            |          | Výhra v 1. kole play-up proti FBC Start98 – Postup sloučeného týmu USK–FbC do 1. ligy                               |
| 2013/2014 | 2      | 1. liga            | 6.       | Vypadnutí ve čtvrtfinále play-off proti FBŠ Hattrick Brno                                                           |
| 2014/2015 | 2      | 1. liga            | 6.       | Vypadnutí ve čtvrtfinále play-off proti FBC Start98                                                                 |
| 2015/2016 | 2      | 1. liga            | 4.       | Vypadnutí v semifinále play-off proti FBC Liberec                                                                   |
| 2016/2017 | 2      | 1. liga            | 1.       | Vítězství ve finále play-off proti FBŠ Hummel Hattrick Brno – Postup do vyšší ligy                                  |
| 2017/2018 | 1      | Tipsport Superliga | 14.      | Prohra v 2. kole play-down proti itelligence Bulldogs Brno – Sestup do nižší ligy                                   |
| 2018/2019 | 2      | 1. liga            | 4.       | Vypadnutí v semifinále play-off proti FBŠ Hummel Hattrick Brno                                                      |
| 2019/2020 | 2      | 1. liga            | 4.       | Sezóna ukončena za stavu 1:1 na zápasy ve čtvrtfinále play-off proti HEROS Florbal Chomutov                         |
| 2020/2021 | 2      | 1. liga            | 2.       | Sezóna ukončena po neúplných sedmi odehraných kolech základní části                                                 |
| 2021/2022 | 2      | 1. liga            | 3.       | Vypadnutí v semifinále play-off proti FB Hurrican Karlovy Vary                                                      |
| 2022/2023 | 2      | 1. liga            | 3.       | Vypadnutí v semifinále play-off proti Kanonýři Kladno                                                               |
| 2023/2024 | 2      | 1. liga            | 3.       | Vypadnutí v semifinále play-off proti Bulldogs Brno                                                                 |
| 2024/2025 | 2      | 1. liga            | 2.       | Prohra ve finále play-off proti FBŠ Hummel Hattrick Brno – Výhra v baráži proti Florbal Vary – Postup do vyšší ligy |

### Sezóny USK Slávie Ústí nad Labem
| Sezóna    | Úroveň | Soutěž  | Umístění | Poznámka                                                 |
| --------- | ------ | ------- | -------- | -------------------------------------------------------- |
| 1998/1999 | 2      | 2. liga | 2.       | Postup do vyšší ligy                                     |
| 1999/2000 | 1      | 1. liga | 10.      | Udržení v lize                                           |
| 2000/2001 | 1      | 1. liga | 10.      | Udržení v lize                                           |
| 2001/2002 | 1      | 1. liga | 10.      | Druhé místo ve skupině o udržení                         |
| 2002/2003 | 1      | 1. liga | 12.      | Čtvrté místo ve skupině o udržení – Sestup do nižší ligy |
| 2003/2004 | 2      | 2. liga | 6.       | [ 26 ]                                                   |
| 2004/2005 | 2      | 2. liga | 12.      | Vystoupení ze soutěže                                    |

### Známí hráči
- Mikuláš Krbec (2016–2018)
- Štěpán Slaný (USK, 2002–2003)

## Tým žen

### Sezóny
| Sezóna                                                           | Úroveň | Soutěž              | Umístění | Poznámka |
| ---------------------------------------------------------------- | ------ | ------------------- | -------- | --- |
| 1999/2000                                                        | 2      | 2. liga             |          | [ 28 ] |
| 2000/2001                                                        | 2      | 2. liga             |          | 6. místo v baráži o postup                                                                                        |
| 2001/2002                                                        | 2      | 2. liga             |          | [ 30 ] |
| 2002/2003                                                        | 2      | 2. liga             |          | Postup do vyšší ligy                                                                                              |
| 2003/2004                                                        | 1      | 1. liga             | 8.       | Vypadnutí ve čtvrtfinále play-off proti Tatran Techtex Střešovice                                                 |
| 2004/2005                                                        | 1      | 1. liga             | 7.       | Vypadnutí ve čtvrtfinále play-off proti FBC Liberec Crazy Girls – Tým se pro další sezónu přihlásil do druhé ligy |
| 2005/2006                                                        | 2      | 2. liga (divize I)  |          | [ 34 ] |
| 2006/2007                                                        | 2      | 1. liga (divize I)  |          | [ 35 ] |
| 2007/2008                                                        | 2      | 1. liga (divize I)  |          | [ 36 ] |
| 2008/2009                                                        | 2      | 1. liga (divize I)  |          | [ 37 ] |
| 2009/2010                                                        | 2      | 1. liga (divize I)  |          | Poslední místo v základní části – Sestup do nižší ligy                                                            |
| 2010/2011                                                        | 3      | 2. liga (divize II) |          | Baráž o postup |
| 2011/2012                                                        | 3      | 2. liga (divize II) |          | Baráž o postup |
| 2012/2013                                                        | 3      | 2. liga (divize II) |          | Baráž o postup |
| 2013/2014                                                        | 3      | 2. liga (divize II) |          | Tým postoupil v baráži do vyšší soutěže – Z důvodu rozpadu týmu se ale do žádné soutěže nepřihlásil               |
| V sezónách 2014/2015 až 2017/2018 nehrál tým v žádných soutěžích |        |                     |          | |
| 2018/2019                                                        | 3      | 2. liga (skupina 2) |          | Postup do vyšší ligy                                                                                              |
| 2019/2020                                                        | 2      | 1. liga (Západ)     |          | [ 45 ] |
| 2020/2021                                                        | 2      | 1. liga (Západ)     |          | Sezóna ukončena po neúplných šesti odehraných kolech základní části                                               |
| 2021/2022                                                        | 2      | 1. liga (Západ)     |          | Vypadnutí v osmifinále play-off proti FBŠ SLAVIA Fat Pipe Plzeň                                                   |
| 2022/2023                                                        | 2      | 1. liga (Západ)     |          | Vypadnutí v předkole play-off proti TJ Sokol Nové Strašecí                                                        |
| 2023/2024                                                        | 2      | 1. liga (Západ)     |          | Vypadnutí v osmifinále play-off proti Florbal Chomutov                                                            |
| 2024/2025                                                        | 2      | 1. liga (Západ)     |          | Vypadnutí v osmifinále play-off proti TJ Sokol Královské Vinohrady                                                |